# Romsley, Shropshire
Romsley är en civil parish i Storbritannien.   Den ligger i grevskapet Shropshire i riksdelen England, i den södra delen av landet, 180 km nordväst om huvudstaden London.